# Lasionycta brunnea
Lasionycta brunnea es una especie de mariposa nocturna de la familia Noctuidae. Habita en las Montañas Rocosas de Alberta, al norte de Pink Mountain, en el noroeste de Columbia Británica, y en las montañas Purcell y Selkirk, en el sudoeste de Columbia Británica , y en el noreste del estado de Washington.
Vive en la tundra alpina, siendo más común en las cercanías del límite de crecimiento de los árboles.
La envergadura es de 30-35 mm para los machos y de 34-36 mm para las hembras. Los adultos vuelan desde mediados de julio hasta agosto.